# Фремонт Хилс (Мисури)
Фремонт Хилс (енгл. Fremont Hills) град је у америчкој савезној држави Мисури.

## Демографија
По попису из 2010. године број становника је 826, што је 229 (38,4%) становника више него 2000. године.
| Група             | 2000.       | 2010.       |
| Белци             | 585 (98,0%) | 799 (96,7%) |
| Афроамериканци    | 0 (0,0%)    | 2 (0,2%)    |
| Азијати           | 3 (0,5%)    | 5 (0,6%)    |
| Хиспаноамериканци | 5 (0,8%)    | 7 (0,8%)    |
| Укупно            | 597         | 826         |